# Фрейшу-ди-Эшпада-а-Синта
Фрейшу-ди-Эшпада-а-Синта (порт. Freixo de Espada à Cinta; ['fɾɐiʃu dɨ (ɨ)ʃ'padɐ a 'sĩtɐ ]) — посёлок городского типа в Португалии, центр одноимённого муниципалитета в составе округа Браганса. По старому административному делению входил в провинцию Траз-уж-Монтиш и Алту-Дору. Входит в экономико-статистический субрегион Доуру, который входит в Северный регион. Численность населения — 2,1 тыс. жителей (посёлок), 3,9 тыс. жителей (муниципалитет). Занимает площадь 244,49 км².
Покровителем посёлка считается Апостол Пётр.

## Расположение
Посёлок расположен в 80 км на юг от адм. центра округа города Браганса.
Муниципалитет граничит:
- на севере — муниципалитет Могадору
- на востоке — Испания
- на юго-западе — муниципалитеты Фигейра-де-Каштелу-Родригу, Вила-Нова-де-Фош-Коа
- на западе — муниципалитет Торре-де-Монкорву
- на северо-западе — муниципалитет Торре-де-Монкорву

## История
Посёлок основан в 1152 году. Имеется замок Фрейшу-ди-Эшпада-а-Синта.

## Население
| Численность населения муниципалитета по годам | Численность населения муниципалитета по годам | Численность населения муниципалитета по годам | Численность населения муниципалитета по годам | Численность населения муниципалитета по годам | Численность населения муниципалитета по годам | Численность населения муниципалитета по годам | Численность населения муниципалитета по годам | Численность населения муниципалитета по годам |
| --------------------------------------------- | --------------------------------------------- | --------------------------------------------- | --------------------------------------------- | --------------------------------------------- | --------------------------------------------- | --------------------------------------------- | --------------------------------------------- | --------------------------------------------- |
| 1801                                          | 1849                                          | 1900                                          | 1930                                          | 1960                                          | 1981                                          | 1991                                          | 2001                                          | 2004                                          |
| 3568                                          | 4583                                          | 6848                                          | 7034                                          | 7288                                          | 5717                                          | 4914                                          | 4184                                          | 4014                                          |

## Состав муниципалитета
В муниципалитет входят следующие районы:
1. Форнуш
2. Фрейшу-де-Эшпада-а-Синта
3. Лагоаса
4. Лигареш
5. Мазоку
6. Пояреш